# Zemeș
Zemeș is een Roemeense gemeente in het district Bacău.
Zemeș telt 5119 inwoners.